# Hải Nam, Ô Hải
Hải Nam (giản thể: 海南区; phồn thể: 海南區; bính âm: Hǎinán Qū) là một khu (quận) của thành phố Ô Hải, khu tự trị Nội Mông Cổ, Trung Quốc. Quận có ranh giới với Ninh Hạ ở phía tây nam.

## Hành chính
Hải Nam được chia ra làm 5 đơn vị hành chính cấp hương, gồm 2 nhai đạo và 3 trấn.
- Nhai đạo: Lạp Tăng Trọng (拉僧仲街道), Tây Trác Tử Sơn (西卓子山街道)
- Trấn: Công Ô Tố (公乌素镇), Lạp Tăng Miếu (拉僧庙镇), Ba Âm Đào Hợi (巴音陶亥镇)